# هایدی هارتمان
هایدی هارتمن (انگلیسی: Heidi Hartmann؛ زادهٔ ۱۴ اوت ۱۹۴۵) اقتصاددان فمینیست با گرایش سوسیالیستی اهل ایالات متحده آمریکا می‌باشد که مقاله معروف وی «ازدواج ناکام مارکسیسم و فمینیسم» (The Unhappy Marriage of Marxism and Feminism) می‌باشد.